# (6463) Isoda
(6463) Isoda (1994 AG3) – planetoida z pasa głównego asteroid okrążająca Słońce w ciągu 4,22 lat w średniej odległości 2,61 j.a. Odkryta 13 stycznia 1994 roku.